# Swansea

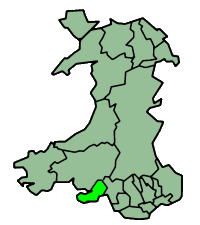
Cidade e Condado de Swansea

Swansea (Abertawe em galês) é uma cidade no Reino Unido e a segunda maior cidade do País de Gales. Situada a sul do território, na baía de Swansea, a cidade tem 239.000 habitantes (censo 2011). Swansea foi um importante centro industrial e portuário durante os séculos XIX e XX.

## Etimologia
O nome galês, Abertawe, significa foz/estuário do Tawe e provavelmente era usado para a área antes do estabelecimento de um assentamento. O primeiro registro escrito do nome galês para a cidade data de 1150 e aparece na forma Aper Tyui.
O nome Swansea, pronunciado /ˈswɒnzi/ (Swans-ee, não Swan-sea), é derivado do nome nórdico antigo do posto comercial viking original que foi fundado pelo rei Sweyn Forkbeard (c. 960–1014). Era o nome do rei, 'Svein' ou 'Sweyn', com o sufixo '-ey' ("ilha"), referindo-se a uma margem do rio em sua foz ou a uma área de terreno elevado em um pântano. No entanto, a terminação nórdica -ey pode significar "enseada", e o nome pode simplesmente se referir à foz do rio.

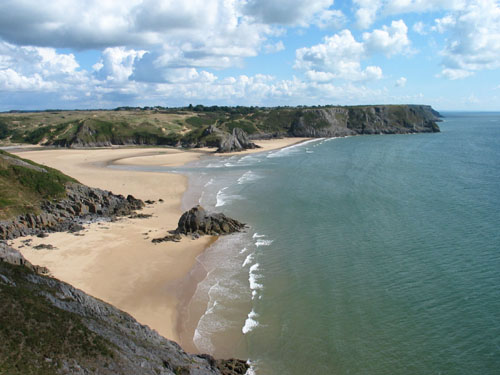
Three Cliffs Bay

## História
A área possui uma história arqueológica que remonta ao Paleolítico. Descobertas na Caverna Long Hole, na Península de Gower, foram interpretadas como sendo dos primeiros humanos modernos na Grã-Bretanha. O esqueleto da Dama Vermelha de Pavilândia também foi encontrado na mesma caverna em 1823, datado de 25.000/10.000 a.C. A área também possui muitos sítios arqueológicos da Idade do Bronze e do Ferro, além dos restos de uma vila romana.
Durante a Era Viking, a foz do Tawe tornou-se um entreposto comercial. O assentamento permaneceu sob controle galês até a invasão normanda do País de Gales, quando Iestyn ap Gwrgant concedeu o assentamento como parte do novo Senhorio de Gower a Henrique de Beaumont, 1º Conde de Warwick, no início do século XII. A área incluía as terras ao redor da Baía de Swansea até o Rio Tawe, o feudo de Kilvey do outro lado do Tawe e a própria península. Anos mais tarde, Henrique construiu o Castelo de Swansea e algumas moedas trazem a inscrição Swensi, Sweni e Svenshi, por volta de 1140.
Cresceu em importância durante os séculos XVIII e XIX, tornando-se um importante centro industrial. Foi um dos primeiros lugares a ter um bonde puxado por cavalos. Não sofreu uma onda de imigração semelhante à de Cardiff e sempre manteve laços estreitos com suas origens rurais e arredores. Swansea é o nome da diocese anglicana galesa de Swansea e Brecon, fundada em 1923; a cidade também foi a sede dos Bispos Católicos Romanos de Menevia de 1987 a 2024.

## Geografia
A cidade de Swansea está localizada no sul do País de Gales, na costa noroeste da Baía de Swansea, uma baía no Canal de Bristol. A Península de Gower se estende a oeste da cidade, colocando a cidade a oeste de Cardiff. Em um sentido mais restrito, Gorseinon, Neath e Port Talbot estão entre as cidades vizinhas mais importantes. A cidade de Swansea se estende ao longo de um eixo norte-sul, do distrito de Clydach, ao norte, até Mumbles, ao sul, no final da Baía de Swansea. O centro da cidade de Swansea está localizado diretamente na costa, na foz do Rio Tawe, onde também há instalações portuárias. Administrativamente, Swansea pertence à Cidade Principal e Condado de Swansea. A cidade em si é dividida em quase 20 comunidades.

## Negócios
As indústrias metalúrgica e de construção naval perderam muito de sua antiga importância. O porto continua importante, com um serviço de balsa para Cork, na Irlanda, em operação desde 1969. A Doca Sul, fechada em 1969, é usada como marina desde 1982. A prefeitura buscou diversificar a economia designando novos parques industriais, como Fforestfach no final da década de 1940 e Cwndu na década de 1960. O Centro de Inovação Technicum Swansea, na antiga área portuária, é considerado um centro de inovação de alta tecnologia.
Os planos para construir uma usina de energia maremotriz na Baía de Swansea, uma baía no Canal de Bristol ao sul de Swansea, existem desde 2010. Desde que a permissão de planejamento expirou no verão de 2020, os planos estão suspensos. No entanto, desde março de 2021, o governo galês está considerando retomar o projeto.

## Educação
A Universidade de Swansea, com cerca de 11.000 alunos, tem um campus em Singleton Park. É a terceira maior universidade do País de Gales. Seu Departamento de Engenharia tornou-se conhecido como um centro por seu trabalho pioneiro em técnicas computacionais para a resolução de problemas de projeto estrutural. Outras instituições de ensino na cidade incluem a Universidade Metropolitana de Swansea e o Swansea College, com o Gorseinon College em Gorseinon. Essas duas instituições se uniram para formar o Gower College Swansea desde 2010.
Swansea possui muitas escolas abrangentes administradas pela autoridade local, incluindo duas escolas de ensino médio galês. A escola mais antiga de Swansea é a Bishop Gore School, fundada como escola secundária em 1682. A maior escola abrangente de Swansea é a Olchfa School. Swansea abriga o The Bible College of Wales. A escola independente mais conhecida de Swansea é a Ffynone House.

## Esporte
O clube de futebol da cidade, o Swansea City AFC, disputa a 2.ª divisão inglesa, a Championship e na temporada 2012/13 sagrou-se campeão da Copa da Liga Inglesa. Na temporada 2013/2014 disputou pela primeira vez a Liga Europa da UEFA, não chegando, porém, às oitavas de final.

## Transporte
A rodovia M4 atravessa o norte da cidade. Do centro da cidade, há uma conexão com a rodovia A483. Além das instalações portuárias e do tráfego rodoviário, Swansea possui seu próprio terminal ferroviário, que, como parte da antiga South Wales Railway, é agora o fim da South Wales Main Line. A oeste da cidade, há também um aeroporto regional, o Aeroporto de Swansea. Os serviços de ônibus dentro e ao redor de Swansea são operados pela First Cymru e pela Veolia Transport Cymru.

## Locais de interesse
O Castelo de Swansea era um edifício impressionante que ocupava uma posição estratégica acima do Rio Tawe. As ruínas que podemos ver hoje datam do final do século XIII e início do século XIV. Hoje, o castelo é cercado por edifícios modernos. A Capela do Tabernáculo em Morriston foi construída em 1872 por John Humphreys, de Swansea. Uma característica única é o uso de arcos semicirculares. O edifício foi descrito como a "Catedral Não-Conformista do País de Gales" e foi classificado como Grau I por ser "a capela mais ambiciosa do País de Gales; seu interior e acessórios permanecem praticamente inalterados". O Guildhall é um dos principais edifícios de escritórios no centro da cidade, projetado por Percy Thomas e inaugurado em 1934. Revestido em pedra Portland branca, possui uma alta torre do relógio, tornando-o um marco. O edifício abriga a Prefeitura, a sala de concertos Brangwyn Hall e o Tribunal do Condado. É considerado "o edifício mais importante do País de Gales em sua época".

## Celebridades
- John Toshack, ex-jogador e treinador de futebol.

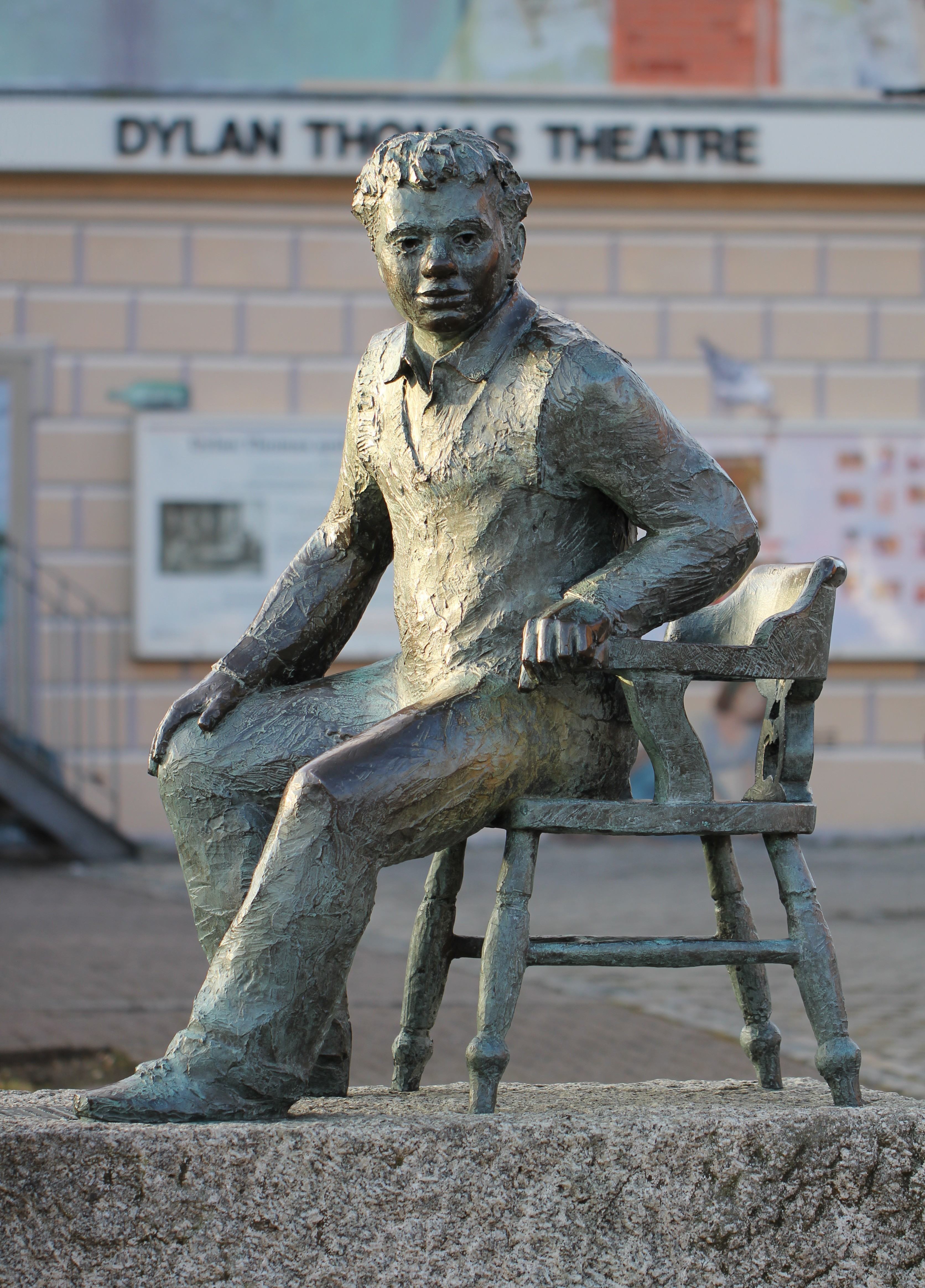
Estatua de Dylan Thomas

- Estatua de Dylan ThomasMichu, ex-jogador de futebol e diretor esportivo do Burgos CF.
- Catherine Zeta-Jones, atriz.
- Nicky Wire, membro de Manic Street Preachers.
- Dylan Thomas, poeta, escritor de contos e dramaturgo.
- Martin Amis, escritor.
- Karl Jenkins, compositor e musico.
- Tom Evans, cantor e compositor da banda Badfinger.
- Russell T Davies, roteirista e produtor de televisão.
- Terry Williams, baterista e ex-membro do Dire Straits.

## Cidades-irmãs
As cidades gêmeas de Swansea são Mannheim na Alemanha (desde 1959), Pau na França e Cork na Irlanda.